# Анеля Санґушкова
Анеля з графів Ледуховських Джевецька Сангушкова гербу Шалава (†1825, Заслав, Волинська губернія) — політична діячка часів Речі Посполитої, княгиня.
Вперше була у шлюбі з Петром Антонієм Деревецьким, підкоморієм Кременецьким. Провадила активне політичне життя. Головувала на сеймиках. Стояла на чолі прихильників реформ здійснюваних Чотирирічним сеймом.
Вдруге побралася з Янушем Модестом Сангушком, стражником великим коронним. Виховувала з останнім чотирьох дітей: Карла, Костянтина, Барбару і Клементину.
Була похована у костелі Святого Івана Хрестителя в Заславі.